# Буквал
Буквал (фр. Bouqueval) је насељено место у Француској у региону Париски регион, у департману Долина Оазе.
По подацима из 2011. године у општини је живело 338 становника, а густина насељености је износила 120,28 становника/km².

## Демографија
| 1962. | 1968. | 1975. | 1982. | 1990. | 2011. |
| ----- | ----- | ----- | ----- | ----- | ----- |
| 148   | 194   | 260   | 292   | 289   | 338   |